# Psoloptera melini
Psoloptera melini är en fjärilsart som beskrevs av Felix Bryk 1953. Psoloptera melini ingår i släktet Psoloptera och familjen björnspinnare. Inga underarter finns listade.